# GP Ouest-France 2009
73. edycja GP Ouest-France odbyła się 23 sierpnia 2009 roku. Trasa tego francuskiego, jednodniowego wyścigu kolarskiego liczyła 229,2 km ze startem w i metą w Plouay.
Wyścig zaliczany jest do klasyfikacji UCI ProTour 2009.
Zwyciężył Australijczyk Simon Gerrans z grupy Cervélo TestTeam.

## Wyniki
| M-ce | Imię i nazwisko    | Kraj       | Drużyna               | Czas       |
| ---- | ------------------ | ---------- | --------------------- | ---------- |
| 1.   | Simon Gerrans      | Australia  | Cervélo TestTeam      | 5h 58' 53" |
| 2    | Pierrick Fédrigo   | Francja    | Bbox Bouygues Telecom | + 0"       |
| 3    | Paul Martens       | Niemcy     | Rabobank              | + 0"       |
| 4    | Anthony Roux       | Francja    | Française des Jeux    | + 0"       |
| 5    | Daniel Martin      | Irlandia   | Garmin-Slipstream     | + 0"       |
| 6    | Luis León Sánchez  | Hiszpania  | Caisse d'Epargne      | + 3"       |
| 7    | Samuel Dumoulin    | Francja    | Cofidis               | + 3"       |
| 8    | Maksim Iglinski    | Kazachstan | Team Astana           | + 3"       |
| 9    | Frédéric Guesdon   | Francja    | Française des Jeux    | + 3"       |
| 10   | Robert Kiserlovski | Chorwacja  | Fuji-Servetto         | + 3"       |